# آینه‌های روبرو (فیلم)
آینه‌های روبرو فیلم سینمایی به کارگردانی نگار آذربایجانی و تهیه‌کنندگی فرشته طائرپور محصول ایران ۱۳۸۸ است.

## خلاصه فیلم
رعنا و ادی «آدینه» دو جوان از دو موقعیت کاملاً متفاوت خانوادگی و اجتماعی، بر اثر حادثه‌ای با هم مواجه و همسفر می‌شوند. رعنا زنی کم تجربه و مذهبی است که به خاطر نیاز مالی، پنهانی مسافرکشی می‌کند ادی «آدینه» پسری با وضع مالی خوب است که از خانهٔ خود فرار کرده‌است. در میانهٔ راه رعنا متوجه می‌شود که همسفرش یک ترنسجندر است و قصد عمل جراحی تطبیق جنسیت دارد. واقعیتی که درک و پذیرش آن برای رعنا، غیرممکن و به منزله عبور از همهٔ مرزهای اعتقادی و سنتی است. آدینه که از رعنا می‌خواهد ادی صدایش بزند به دلیل اجبار پدرش به ازدواج از خانه فرار کرده‌است و قصد مهاجرت دارد. ادی کسی است که در شناسنامه و مدارک هویتی‌اش، زن شناخته شده، اما خود را مرد می‌داند که به چنین شخصی اصطلاحاً مرد ترنس گفته می‌شود و جنسیت وی مرد شناخته می‌شود هرچند که ترنزیشن:هورمون تراپی و عمل جراحی انجام نداده باشد.

## بازیگران
| بازیگر          | نقش         | توضیحات          |
| --------------- | ----------- | ---------------- |
| شایسته ایرانی   | آدینه / ادی | دوست رعنا        |
| غزل شاکری       | رعنا        | دوست آدینه       |
| همایون ارشادی   | آقای طلوعی  | پدر آدینه        |
| سارا بهرامی     | مرجان       | دوست آدینه       |
| مریم بوبانی     | اکرم        | صاحب کار رعنا    |
| صابر ابر        | صادق        | شوهر رعنا        |
| هنگامه قاضیانی  |             | مسافر رعنا       |
| صفا آقاجانی     | خانوم جان   | مادر صادق        |
| نیما شاهرخ شاهی | عماد        | برادر آدینه      |
| تورج منصوری     | آقا مظفر    | صاحبخانه رعنا    |
| رابعه اسکوئی    |             | پرستار بیمارستان |

## جوایز و نامزدی‌ها
| قسمت                      | نامزد                         | نتیجه  | جایزه        |
| ------------------------- | ----------------------------- | ------ | ------------ |
| بهترین بازیگر نقش اول زن  | غزل شاکری                     | کاندید | سیمرغ بلورین |
| بهترین بازیگر نقش مکمل زن | شایسته ایرانی                 | کاندید | سیمرغ بلورین |
| بهترین فیلمنامه           | نگار آذربایجانی/فرشته طائرپور | کاندید | سیمرغ بلورین |